# VAMP4
VAMP4 (англ. Vesicle associated membrane protein 4) – білок, який кодується однойменним геном, розташованим у людей на короткому плечі 1-ї хромосоми.  Довжина поліпептидного ланцюга білка становить 141 амінокислот, а молекулярна маса — 16 397.
| 10         |  | 20         |  | 30         |  | 40         |  | 50         |
| ---------- |  | ---------- |  | ---------- |  | ---------- |  | ---------- |
| MPPKFKRHLN |  | DDDVTGSVKS |  | ERRNLLEDDS |  | DEEEDFFLRG |  | PSGPRFGPRN |
| DKIKHVQNQV |  | DEVIDVMQEN |  | ITKVIERGER |  | LDELQDKSES |  | LSDNATAFSN |
| RSKQLRRQMW |  | WRGCKIKAIM |  | ALVAAILLLV |  | IIILIVMKYR |  | T          |

A: Аланін

C: Цистеїн

D: Аспарагінова кислота

E: Глутамінова кислота

F: Фенілаланін

G: Гліцин

H: Гістидин

I: Ізолейцин

K: Лізин

L: Лейцин

M: Метіонін

N: Аспарагін

P: Пролін

Q: Глутамін

R: Аргінін

S: Серин

T: Треонін

V: Валін

W: Триптофан

Кодований геном білок за функцією належить до фосфопротеїнів. 
Локалізований у мембрані, апараті гольджі.